# 謝爾曼縣 (俄勒岡州)
謝爾曼縣（英語：Sherman County）是位於美国俄勒冈州北部的一個郡，北隔哥倫比亞河與华盛顿州相望，面積2,153平方公里。根據2020年美國人口普查，共有人口1,870人。縣治莫羅（Moro）。該縣成立於1889年2月25日。縣名是紀念南北戰爭北軍名將威廉·謝爾曼（William Tecumseh Sherman）。